# 블루스파이스
블루스파이스(BlueSpice)는 미디어위키 엔진을 기반으로 하고 GNU 일반 공중 사용 허가서에 따라 라이선스가 부여된 자유 위키 소프트웨어이다. 특히 미디어위키용 기업 위키 배포판으로 기업을 위해 개발되었으며 150개 이상의 국가에서 사용된다.
블루스파이스 무료 버전은 기업의 지식 관리를 위한 가장 인기 있는 위키 컴퓨터 프로그램 중 하나로 간주된다.

## 같이 보기
- 미디어위키